# ヴラダン・アジッチ
ヴラダン・アジッチ（Vladan Adžić, 1987年7月5日 - ）は、モンテネグロ・ツェティニェ出身のサッカー選手。ポジションはDF。FKブドゥチノスト・ポドゴリツァ所属。
Kリーグ時代の登録名はヴラダン（ハングル: 블라단）。

## 経歴
2012年8月、OFKベオグラードに移籍した。2013年1月25日、古巣のFKルダル・プリェヴリャサポーターから親善試合のハーフタイムにラキヤを受け取った。

### 代表歴
2020年10月7日、ラトビア代表との親善試合ででA代表初出場。